# Jeannette Reyes
Jeannette Alexandra Reyes (23 augustus 1990, Providence) is een Amerikaanse journalist en nieuwslezer.

## Levensloop

### Jeugd en opleiding
Reyes werd geboren in een gezin van Dominicaanse immigranten. Ze groeide op in een Spaanstalige omgeving en spreekt zowel Spaans als Engels. Reyes behaalde een Bachelor of Science in Broadcast Journalism aan Kent State University.

### Carrière
Haar journalistieke loopbaan begon bij KATV in Little Rock, waar ze werkte als verslaggever. Vervolgens verhuisde ze naar Washington D.C., waar ze in dienst trad bij WJLA-TV als verslaggever. Bij 6ABC in Philadelphia was ze nieuwslezer en deed ze verslag van grote gebeurtenissen, zoals de ontsporing van een Amtrak-trein. Gedurende deze periode schreef ze ook over gezondheidskwesties en deelde ze haar eigen ervaring met rhabdomyolyse, een medische aandoening veroorzaakt door overmatige inspanning.
In Washington D.C. presenteerde ze ochtendnieuws bij FOX5 en verwierf brede bekendheid op sociale media. Op TikTok werden haar humoristische video's, waarin ze samen met haar echtgenoot Robert Burton hun nieuwslezerstem gebruikten in dagelijkse situaties, miljoenen keren bekeken. Een van hun bekendste video's is de "Baby News Network", waarin ze verslag doen van het gedrag van hun baby.
Reyes kondigde haar vertrek bij FOX5 aan om meer tijd met haar gezin door te brengen en zich op andere projecten te richten.

### Privéleven
Reyes is getrouwd met Robert Burton, een nieuwslezer bij ABC7 in Washington D.C. Samen hebben ze een dochter, Isabella, geboren in 2022.